# Gustav Adolf zu Stolberg-Gedern
Gustav Adolf zu Stolberg-Gedern (* 6. Juli 1722 in Gedern; † 5. Dezember 1757 bei Leuthen) war ein kaiserlich königlicher Generalfeldwachtmeister.

## Herkunft
Seine Eltern waren der 1742 gefürstete Graf Friedrich Carl zu Stolberg-Gedern  (* 11. Oktober 1693; † 28. September 1767) und dessen Ehefrau Luise von Nassau-Saarbrücken (* 6. Dezember 1705; † 28. Oktober 1766), Tochter des Grafen Ludwig Kraft von Nassau-Saarbrücken. Der Gouverneur der Festung Philippsburg Graf Christian Karl war sein Bruder.

## Leben
Er trat in französische Dienste und kam zum Expeditionskorps des Marschalls Belleisle. Mit diesem nahm er 1742 an der Verteidigung von Prag und dem Rückzug nach Eger teil. Er wechselte in österreichische Dienste und kam in das Regiment Aremberg, dessen Kommandeur er später wurde. Er stieg zum k. k. General-Feldwachtmeister auf und wurde Kommandant von Nieuport. Zunächst in den Niederlanden stationiert, wurde er mit Beginn des Siebenjährigen Kriegs im November 1756 nach Böhmen geschickt. Dort befehligte er am 6. Mai 1757 in der Schlacht bei Prag ein Infanteriebataillon und war Teil der Garnison von Prag. Er kämpfte am 7. September desselben Jahres in der Schlacht bei Moys und fiel drei Monate später am 5. Dezember 1757 in der Schlacht bei Leuthen.

## Familie
Er heiratete am 22. Oktober 1751 die Prinzessin Elisabeth Philippine Claude de Hornes (* 10. März 1733; † 26. Januar 1826 in Frankfurt am Main), letzter Spross der Fürsten von Hornes. Das Paar hatte mehrere Töchter:
- Luise Maximiliane (* 21. September 1752; † 29. Januar 1824) ⚭ 17. April 1772 (1784 geschieden)  jakobitischen Thronprätendenten Jacob Eduard Stuart (* 31. Dezember 1720; † 31. Januar 1788)
- Karoline Auguste (* 10. Februar 1755; † 15. April 1828)

⚭ 9. Oktober/15. Dezember 1771 Don Carlos FitzJames Stuart y Silva, 4. Duke of Berwick, Duque de Liria, Duque de Xérica, etc (* 25. März 1752; † 7. September 1787)
⚭ 1793 Domingo Duque de Castelfranco († 18. Januar 1829), spanischer Vertreter am Wiener Hof
- Franziska Claudia (* 27. Juni 1756; † 28. Januar 1836) ⚭ 6. November 1774 Nicolas Antoine Conte d'Arberg de Valengin (* 8. November 1736; † 17. September 1813), Eltern von Philipp Karl von Arberg
- Therese Gustavine (* 27. August 1757; † 15. Mai 1837), Nonne in Mons